# Kvitsøy (île)
Kvitsøy  est une  des îles de la commune de Kvitsøy, dans le comté de Rogaland en Norvège, dans la mer du Nord.

## Description
L'île de 2,3 km2 est l'île principale de la municipalité de Kvitsøy. L'île de Kvitsøy est l'une des 167 îles et récifs qui composent la municipalité. L'île abrite la plupart des résidents municipaux, ainsi que la majorité du territoire de la municipalité. Le principal centre de population de l'île est le village d'Ydstebøhamn sur la côte sud. Kvitsøy Church (en) et le phare de Kvitsøy sont tous deux situés sur l'île. Le phare est classé patrimoine culturel par le Riksantikvaren (en) depuis 1998.
L'île n'est accessible qu'en bateau. Le village d'Ydstebøhamn possède un quai de ferry qui reçoit des ferries réguliers de la ville de Skudeneshavn sur l'île de Karmøy à travers le Boknafjorden au nord, et vers le village de Mekjarvik dans la municipalité de Randaberg à travers le fjord de Boknafjord sur le continent au sud. Le tunnel sous-marin Rogfast prévu reliera Kvitsøy au continent au nord et au sud dans le cadre de l'objectif du gouvernement de fournir la Route européenne 39 sans ferry le long de la côte ouest de la Norvège.

## Galerie

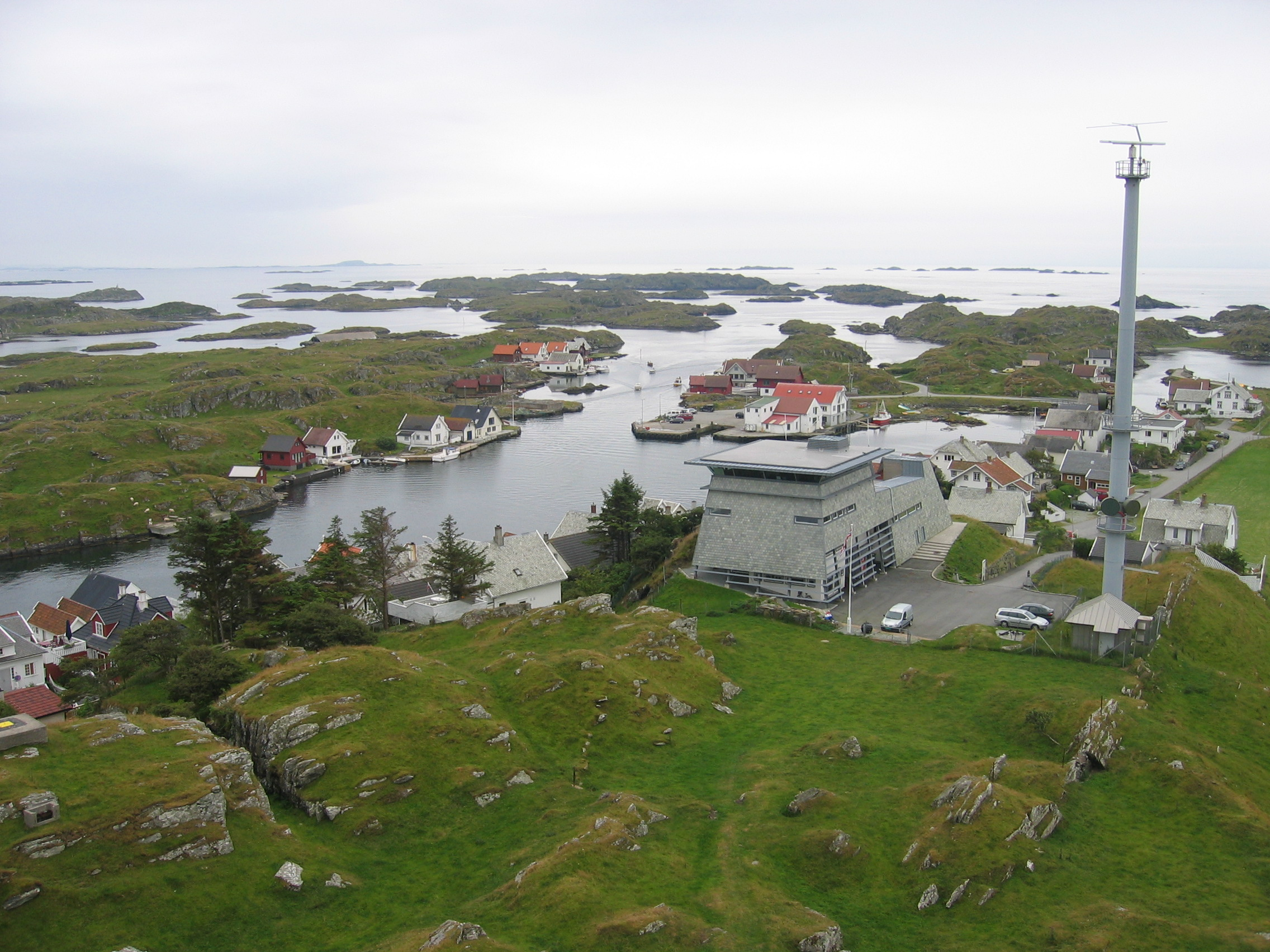
Kvitsøy Vessel Traffic Service Centre
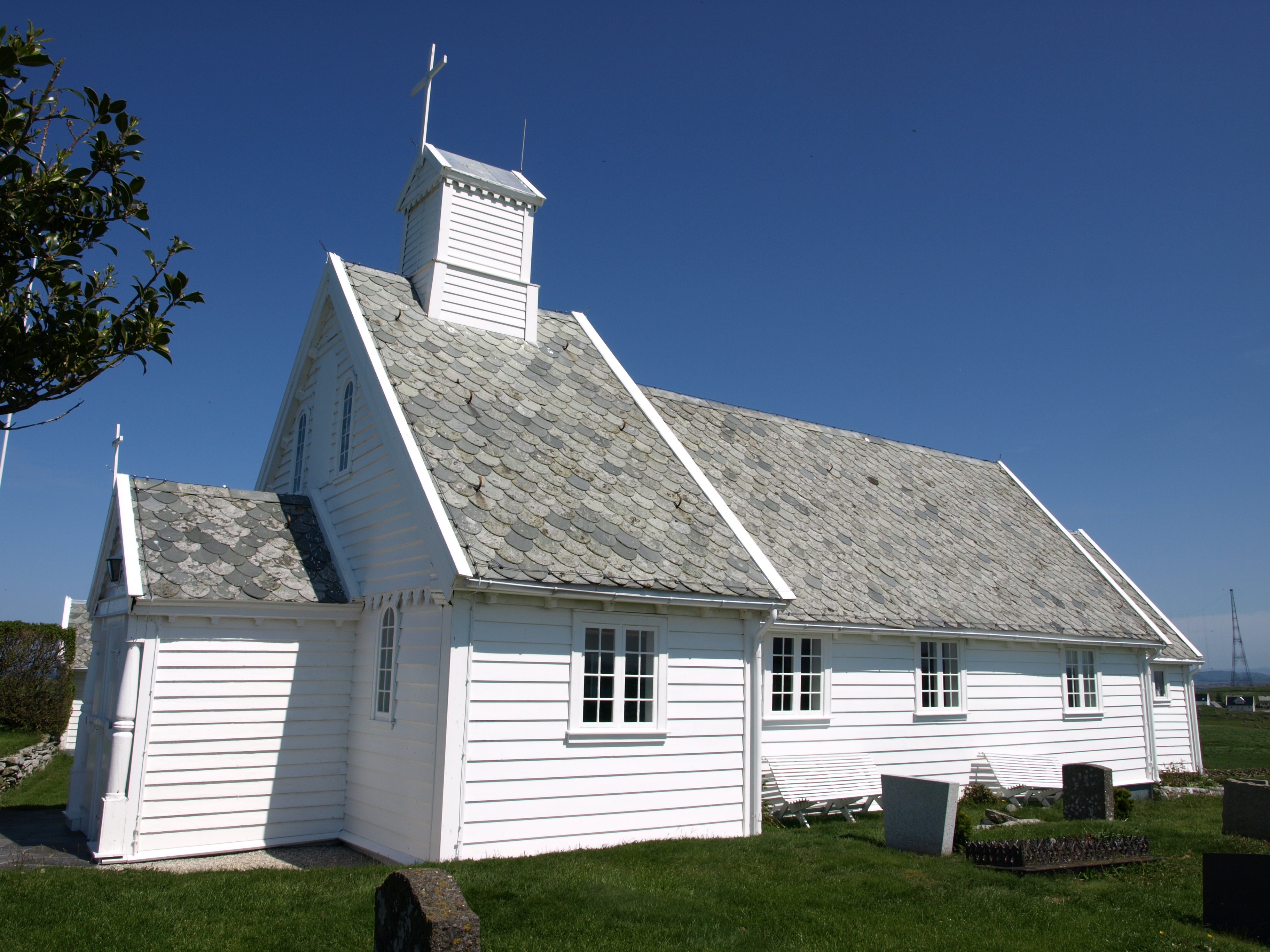
Eglise de Kvitsoy
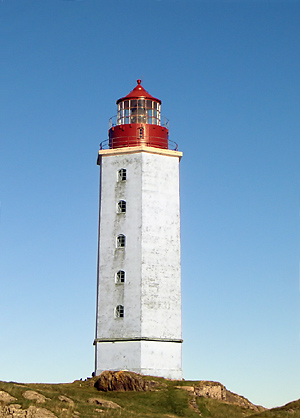
Phare de Kvitsoy